# Pennel (Einheit)
Pennel war ein Volumenmaß für Kohlen in Bayern, besonders in der Gegend um Fischbachau. Der Begriff leitet sich von Bendel, Bendl, Pendl ab, was ein Korb, Wagenkorb oder Sitzkasten auf einem Schlitten bedeutete. Mit diesem Gefährt konnten vier bis fünf Säcke Kohlen transportiert werden. Der bayrische Sack war „4 Ellen lang und 3 Ellen weit“.
- 5 Pennel = 1 Fuder = 4 Säcke